# Miguel Lawner
Miguel Lawner Steiman (Santiago, 10 de agosto de 1928) es un arquitecto chileno, ganador del Premio Nacional de Arquitectura de Chile en 2019.
Fue director ejecutivo de la Corporación de Mejoramiento Urbano (CORMU) durante el gobierno de la Unidad Popular de Salvador Allende, hasta el Golpe de Estado de 1973 liderado por Augusto Pinochet, tras el cual fue detenido y apresado en diversos centros de concentración, hasta su liberación y exilio en Dinamarca. Desde el extranjero y luego de su retorno a Chile en los años 1980, Lawner ha continuado trabajando en proyectos de arquitectura social, así como investigando y denunciando las violaciones a los derechos humanos cometidas durante la dictadura.
Lawner también ejerció como secretario de redacción de la revista de arquitectura AUCA, director nacional del Colegio de Arquitectos de Chile y de la ONG Taller de Vivienda Social.

## Biografía

### Infancia y juventud
Miguel se crio en el barrio Matta-Portugal de Santiago de Chile, en el cual se establecieron sus padres, Luis y Ana (más conocida como la «tía Jone»), dos inmigrantes que llegaron a Chile poco antes del nacimiento de Miguel, desde la ciudad ucraniana de Kamianets-Podilskyi.
Al llegar al cuarto año de preparatoria ingresó al Instituto Nacional, donde destacó como estudiante, además de por su compañerismo y alta participación en actividades diversas. Luego ingresó a la Facultad de Arquitectura de la Universidad de Chile, de donde se tituló en 1954 tras una destacada participación como estudiante, alumno ayudante y participante en la emergente y polifacética reforma educacional del país surgida en Chile a partir de los años 1950.

### Actividad profesional durante la Unidad Popular

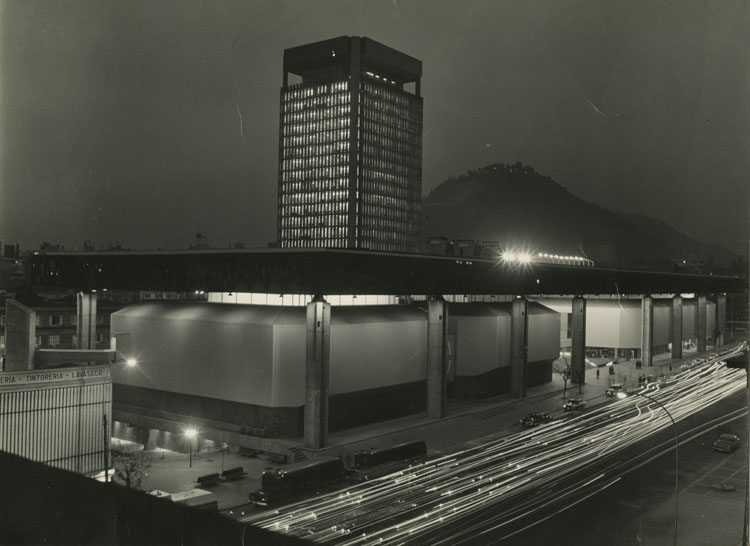
El edificio de la UNCTAD luego de su inauguración en 1972.

Luego de titularse como arquitecto, dictó clases en la Universidad de Chile, y junto a su esposa Ana María Barrenechea Grünwald y Francisco Ehijo crearon la oficina profesional BEL Arquitectos Ltda., con la cual postularon y ganaron diversos concursos públicos relacionados con el diseño de viviendas sociales, equipamiento comunitario, entre otros proyectos arquitectónicos. En 1965 cofundó además la revista de arquitectura AUCA (1965-1986), donde trabajó como Secretario de Redacción.
Luego de asumir Salvador Allende la presidencia de Chile a fines de 1970, Lawner fue designado directamente por el presidente como director ejecutivo de la Corporación de Mejoramiento Urbano (CORMU). Entre sus obras de este período pueden mencionarse el diseño y ejecución de diversos conjuntos habitacionales en Santiago, incluyendo la Villa San Luis (Las Condes), o el proyecto habitacional CORMUVAL, entre Santiago y Valparaíso. También participó en la planificación del edificio para la UNCTAD III, actual Centro Cultural Gabriela Mistral; en la Exposición Internacional de la Vivienda (Viexpo); en la remodelación de las manzanas aledañas a la Avenida Norte-Sur, y en el resideño de parques públicos, como el Parque O'Higgins y el sector de las piscinas del Cerro San Cristóbal. Durante su dirección, la CORMU construyó alrededor de 158 mil viviendas sociales.

### Golpe de Estado y detención
Luego del Golpe de Estado de 1973 liderado por Augusto Pinochet, Lawner fue detenido y apresado en la Escuela Militar, donde agruparon a los altos dirigentes de la Unidad Popular. Desde ahí fue enviado al Campo de Concentración de Isla Dawson, ubicado en el Estrecho de Magallanes, donde los prisioneros fueron organizados en grupos, mal alimentados y obligados a realizar trabajos forzados a temperaturas bajo cero. Al grupo de Lawner se le asignó la tala de cipreses de las Guaitecas, cuyos troncos debían luego transportar para la instalación de postes eléctricos. Durante estas faenas Lawner se encontró con la deteriorada Iglesia de Puerto Harris, y convenció al comandante del campo de concentración para que junto a sus compañeros pudiesen restaurarla. Para diseñar el plano de la iglesia y las obras de restauración le proporcionaron papel y lápiz, con los cuales comenzó a practicar el dibujo a mano alzada, técnica que hasta entonces no manejaba. Estos elementos de dibujo le permitieron guardar un registro visual de los campos de concentración (construidos a semejanza de Auschwitz), sus perímetros y el interior de las barracas que utilizaban como dormitorios. Las mediciones a escala las realizaba contando sus pasos y utilizando sus manos; luego de acabar un dibujo lo memorizaba y destruía para que no le fuera confiscado. En marzo de 1974, una delegación parlamentaria de la República Federal Alemana visitó la isla, y Lawner les pudo facilitar diecinueve dibujos que había logrado conservar. Estos dibujos se convirtieron en un valioso registro de las detenciones durante la dictadura chilena.
Luego de varios meses, desde la Isla Dawson fue trasladado a la Academia de Guerra de la Fuerza Aérea (AGA), luego al campo de concentración de Ritoque y después al centro de detención clandestino Tres Álamos, para finalmente ser exiliado en Dinamarca junto a su esposa Ana María Barrenechea.

### Exilio en Dinamarca

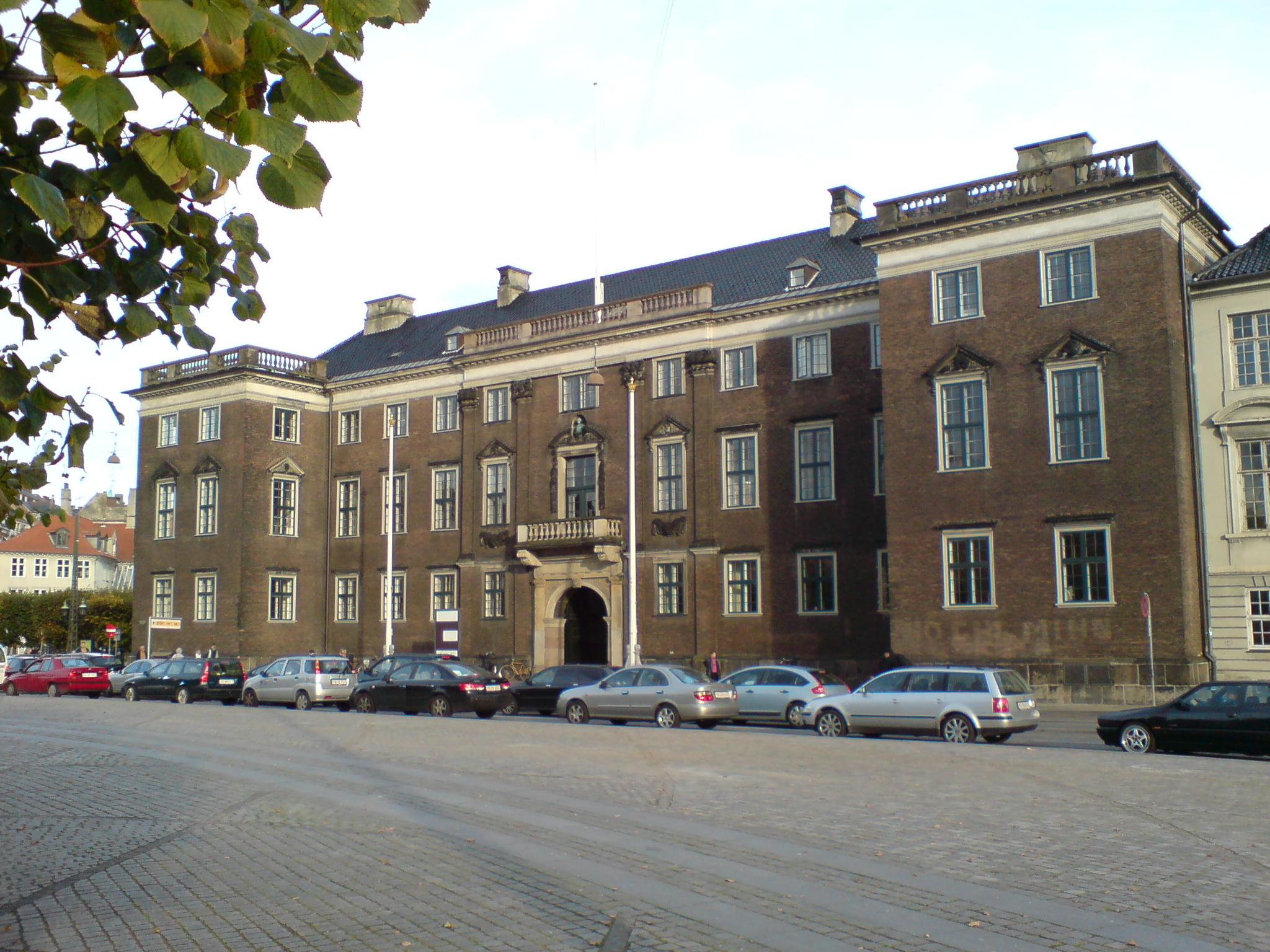
Fachada del Palacio de Charlottenborg, sede de la Academia Real de Bellas Artes de Dinamarca.

En Dinamarca, Lawner consiguió trabajo como docente universitario. En Europa dictó clases en la Universidad Goethe en la República Federal Alemana y en la Academia Real de Bellas Artes de Dinamarca.
De forma paralela a su trabajo docente, participó en actividades de denuncia y solidaridad con las víctimas de las violaciones de los derechos humanos en Chile. Allí también consiguió reproducir fielmente los dibujos de los campos de concentración de Isla Dawson, Ritoque, y Tres Álamos que había memorizado, los cuales publicó en 2003 en su libro La vida a pesar de todo.

### Retorno a Chile
Lawner regresó a Chile alrededor de 1984. En 2006 se le encargó la remodelación de la casona de Avenida República 475, en Santiago, antiguo centro de detención de la CNI que actualmente alberga el Museo de la Solidaridad Salvador Allende. Durante las reparaciones encontraron ocultas unas veinte láminas que describían los presupuestos por recursos humanos empleados por la CNI entre 1982 y 1983, además de un libro con una especie de obra de teatro que explicaba lúdicamente a los miembros de la CNI la bélica relación de Chile con sus países limítrofes; también encontraron un directorio que mostraba los números de teléfonos de los agentes implantados en diversas instituciones del país, tales como hospitales, bancos, tribunales de justicia, centros comerciales y centros culturales. Luego de una llamada de la secretaria de la Fundación Salvador Allende a Isabel Allende, y de esta al gobierno, el secretario general Osvaldo Puccio envió a la policía al lugar y en menos de una hora se confiscó todo el material, que le fue entregado a Hugo Dolmestch, quien entonces estaba a cargo de los juicios de la CNI. Salvo unas pocas láminas que Lawner alcanzó a fotografiar, estos documentos nunca fueron revelados públicamente.
Sus dibujos relacionados con su detención tras el Golpe de Estado han sido expuestos en el Museo de la Solidaridad Salvador Allende, y también en una exposición inaugurada el 9 de diciembre de 2010 en el Museo de la Memoria y los Derechos Humanos.
Entre los años 1984 y 1989, Miguel Lawner se desempeñó como Presidente de ICAL. (Instituto de Ciencias Alejandro Lipschutz); y como Director de TVS (Taller de Vivienda Social) entre los años 1984 y 1992.[cita requerida]

## Miguel Lawner en el cine documental y de ficción
El 11 de septiembre de 2009, día conmemorativo del Golpe de Estado en Chile de 1973, se estrenó la película Dawson. Isla 10, dirigida por Miguel Littín y que relata la detención de Lawner y sus compañeros en la Isla Dawson. Su personaje está representado por el actor Bertrand Duarte.
Al año siguiente, el arquitecto apareció junto a su esposa en el documental de Patricio Guzmán, Nostalgia de la luz, describiendo la manera en que consiguió recordar y dibujar los planos de los campos de concentración.
En 2016, Lawner participó también dando su testimonio en un documental dirigido por Diego del Pozo sobre Cantalao, un proyecto inconcluso del poeta Pablo Neruda.

## Obra escrita

### Libros
- 1976: Venceremos!: dos años en los campos de concentración (OCLC 3239984)
- 2003: La vida a pesar de todo (OCLC 54545214)
- 2004: Retorno a Dawson (OCLC 57727752)
- 2013: Memorias de un arquitecto obstinado (OCLC 868962661)
- 2019: El barrio Matta-Portugal voces de la ciudad (OCLC 1057336899)

### Ensayos
- 1991: La remodelación del centro de Santiago (OCLC 37730824)
- 2008: Salvador Allende: presencia en la ausencia (con Hernán Soto y Jacobo Schatan; OCLC 248395190)
- 2011: Orlando Letelier el que lo advirtió: los Chicago Boys en Chile (con Naomi Klein y Hernán Soto; OCLC 819639399)

### Artículos
- 1993: «Sistematización de proyectos de construcción de segundas etapas de vivienda progresiva: comunas de La Pintana y San Bernardo» (con Pedro Escobar y Claudia Trevisan; OCLC 503256309)
- 1999: «El Barrio Matta Portugal», en Voces de la ciudad. Historias de barrios de Santiago (OCLC 43422725)
- 2007: «El terremoto de Tocopilla, Chile: carta abierta a la Presidenta de la República Dra. Michelle Bachelet, y repercusiones» (OCLC 860113943)
- 2010: «Chile: una historia milenaria de terremotos y maremotos», en El terremoto social del bicentenario (OCLC 844925054)
- 2010: «Carta abierta al Presidente Piñera» (OCLC 860361346)
- 2011: «Protagonistas», en 275 días: sitio, tiempo, contexto y afecciones específicas (OCLC 794187253)

## Premios y reconocimientos
Entre los premios obtenidos por Miguel Lawner se pueden mencionar los siguientes:
- 1994: Premio Alberto Risopatron, del Colegio de Arquitectos de Chile.
- 2003: Premio al Arquitecto Humanista, de la Universidad La República.
- 2010: Medalla Arquitecto Claude François Brunet de Baines, de la FAU, Universidad de Chile.
- 2011: Premio Cátedra Edwin Haramoto, del Instituto de la Vivienda de la FAU, Universidad de Chile.
- 2013: Diploma de Distinción, de la Escuela de Arquitectura de la Universidad de Santiago de Chile.
- 2016: Premio de Conservación, del Consejo de Monumentos Nacionales de Chile.[12]
- 2019: Premio Nacional de Arquitectura de Chile, del Colegio de Arquitectos de Chile.